# Jaltomata weberbaueri
Jaltomata weberbaueri ist eine Pflanzenart aus der Gattung Jaltomata in der Familie der Nachtschattengewächse (Solanaceae).

## Beschreibung
Jaltomata weberbaueri ist eine nahezu unbehaarte, krautige oder leicht verholzende Pflanze, die eine Höhe von bis zu 2 m erreicht. Die Laubblätter sind breit eiförmig, an der Spitze abgerundet oder kurz spitz zulaufend und mit einer mehr oder weniger langen oder anhangartigen Spitze besetzt. Die Blattstiele haben eine Länge von 0,6 bis 1,5 cm.
Die von Januar bis März erscheinenden Blüten stehen an 1,5 bis 3 cm langen Blütenstielen. Die Krone ist breit glockenförmig, violett gefärbt und von grünen Adern durchzogen. Ihre Länge beträgt 3,5 bis 4,5 cm, die Breite zwischen 3,5 und 5,5 cm, an der Basis sammelt sich ein auffälliger rot-oranger Nektar. Die Staubbeutel sind etwa 4 mm lang, der Griffel ist zwischen 17 und 22 mm lang.
Der konisch geformte Teil des Kelches ist an der Frucht etwa 12 mm lang. Die Frucht ist eine orange Beere mit einem Durchmesser von 15 bis 16 mm. Eine an einer wild wachsenden Pflanze gefundene Beere hatte eine Größe von 14 × 18 mm und enthielt 350 Samen.

## Verbreitung und Standorte
Das Verbreitungsgebiet der Art liegt in der peruanischen Region Ancash. Die Standorte sind meist mit vereinzelten Sträuchern besetzte Grasflächen und feuchte Schluchten in Höhenlagen zwischen 2800 und ca. 3800 m. 

## Botanische Geschichte
Die Art wurde erstmals 1906 von Udo Dammer als Saracha weberbaueri beschrieben. Das Artepitheton ehrt den Botaniker August Weberbauer, der am 27. März 1903 das Typusexemplar der Art in der peruanischen Provinz Ocros sammelte. 1924 beschrieb Georg Bitter anhand einer ebenfalls von Weberbauer gesammelten Pflanze eine Unterart Saracha weberbaueri ssp. palascana. Diese Unterart wurde von Francis Macbride 1930 zunächst als Saracha palascana auf Art-Rang gehoben, 1962 in der „Flora of Panama“ jedoch als Synonym zu Saracha weberbaueri gestellt. Sowohl der von Dammer benannte Herbarbeleg der Art, als auch der von Bitter benannte Herbarbeleg der Unterart, die beide im Herbarium Berlin-Dahlem lagerten, wurden während des Zweiten Weltkriegs zerstört. Beim Transfer der Art in die Gattung Jaltomata wurde 1992 von den Autoren Thomas Mione und Felix Coe zunächst kein Lectotypus bestimmt. Später fanden sich weitere Herbarbelege des Typusexemplar, so dass 2006 ein Herbarbogen des Herbariums der Universidad Nacional Agraria La Molina als Lectotypus und ein weiterer Bogen des Herbarium des Jardin botanique de Genève als Isolectotypus bestimmt wurde. Da vom Typusexemplar der Unterart keine weiteren Herbarbögen gefunden wurden, konnte bisher keine aktuelle Aussage über den Status der Unterart palascana getroffen werden.